# WWE Extreme Rules (2022)
WWE Extreme Rules 2022 war eine Wrestling-Veranstaltung der WWE, die als Pay-per-View auf dem WWE Network und dem Streaming-Portal Peacock ausgestrahlt wurde. Sie fand am 8. Oktober 2022 im Wells Fargo Center in Philadelphia, Pennsylvania, Vereinigte Staaten statt. Es war die 14. Austragung von WWE Extreme Rules seit 2009. Die Veranstaltung fand zum zweiten Mal in Pennsylvania statt.

## Hintergrund
Im Vorfeld der Veranstaltung wurden sechs Matches angesetzt. Diese resultierten aus den Storylines, die in den Wochen vor dem Pay-Per-View bei Raw und SmackDown, den wöchentlichen Shows der WWE gezeigt wurden.

## Ergebnisse
| Matchart                                                  |                                                      |      |                                                    | Zeit  |
| --------------------------------------------------------- | ---------------------------------------------------- | ---- | -------------------------------------------------- | ----- |
| Six-Man-Tag-Team-Match                                    | The Brawling Brutes Sheamus, Ridge Holland und Butch | bes. | Imperium Gunther, Ludwig Kaiser und Giovanni Vinci | 17:52 |
| Extreme-Rules-Match um die SmackDown Women’s Championship | Ronda Rousey                                         | bes. | Liv Morgan (C)                                     | 12:23 |
| Strap-Match                                               | Karrion Kross                                        | bes. | Drew McIntyre                                      | 10:23 |
| Ladder-Match um die Raw Women’s Championship              | Bianca Belair (C)                                    | bes. | Bayley                                             | 16:42 |
| I Quit-Match                                              | Finn Bálor                                           | bes. | Edge                                               | 29:56 |
| Fight-Pit-Match                                           | Matt Riddle                                          | bes. | Seth Rollins                                       | 16:39 |

| Funktion      | Name            |
| ------------- | --------------- |
| Kommentatoren | Corey Graves    |
| Kommentatoren | Michael Cole    |
| Pre-Show      | Kevin Patrick   |
| Pre-Show      | Peter Rosenberg |
| Pre-Show      | Booker T        |
| Pre-Show      | Jerry Lawler    |
| Ringansager   | Mike Rome       |
| Ringansager   | Samantha Irvin  |

## Besonderheiten
- Bray Wyatt kehrte nach dem Main Event zur WWE zurück.